# Костромітін Дмитро Юрійович
Дмитро Юрійович Костромітін (рос. Дмитрий Юрьевич Костромитин; 22 січня 1990, м. Челябінськ, СРСР) — російський хокеїст, захисник. Виступає за «Трактор» (Челябінськ) у Континентальній хокейній лізі.
Вихованець хокейної школи «Трактор» (Челябінськ). Виступав за «Трактор-2» (Челябінськ), «Монреаль Джуніорс» (QMJHL), «Руен-Норанда Гаскіз» (QMJHL), «Білі Ведмеді» (Челябінськ), «Мечел» (Челябінськ).
У складі молодіжної збірної Росії учасник чемпіонату світу 2010. У складі юніорської збірної Росії учасник чемпіонату світу 2008.
Досягнення
- Срібний призер юніорського чемпіонату світу (2008).